# Biologische Schädlingsbekämpfung

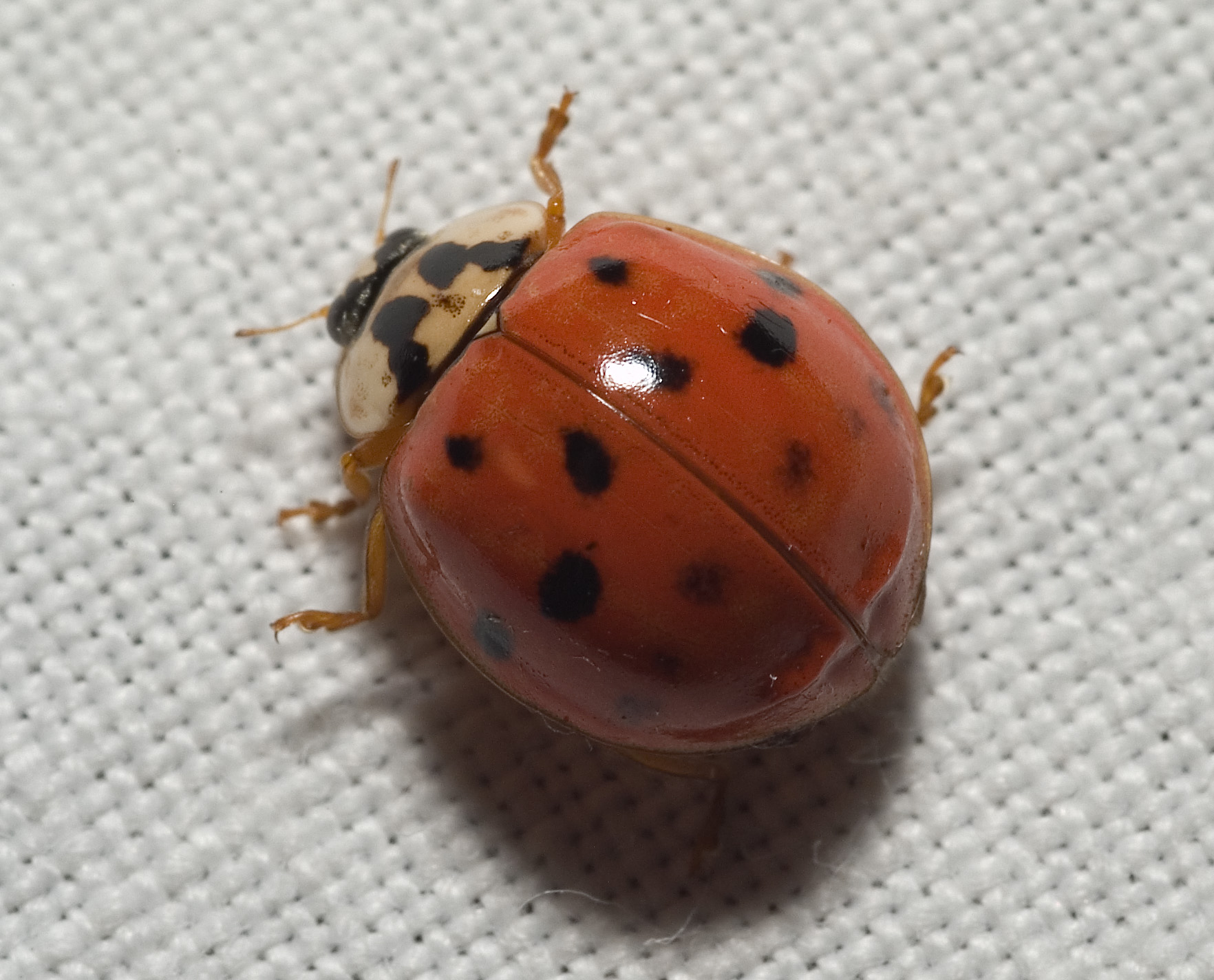
Der Asiatische Marienkäfer (Harmonia axyridis) wurde in den USA und Europa zur biologischen Schädlingsbekämpfung eingeführt.

Unter biologischer Schädlingsbekämpfung versteht man die bewusste Einbringung von Viren oder Lebewesen durch den Menschen, um die Population bestimmter („schädlicher“) Tiere oder Pflanzen zu dezimieren (Schädlingsbekämpfung). Hierbei wird meist auf Organismen zurückgegriffen, die als natürliche Feinde (Räuber, Schmarotzer und Krankheitserreger) der unerwünschten Art bekannt sind. Es ist auch möglich, Individuen so zu verändern, dass sie die Population ihrer eigenen Artgenossen schädigen. Außerdem können auch Organismen eingesetzt werden, welche durch ihre Ausscheidungen für unerwünschte Arten bedrohlich sind.
Die oft damit gleichgesetzte Verwendung von Produkten, die nur auf der Verminderung des Einsatzes von Pestiziden oder Insektiziden basieren, ist irreführend und steht eher mit dem Begriff Biologischer Pflanzenschutz in Verbindung.
Die biologische Schädlingsbekämpfung ist nicht auf die Landwirtschaft begrenzt, sondern wird von alters her auch in der Vorratswirtschaft angewendet.

## Prinzip der biologischen Schädlingsbekämpfung
Die biologische Schädlingsbekämpfung macht sich das Prinzip zunutze, dass in einem ausgewogenen Ökosystem normalerweise keine Schädlinge im Sinne einer übermäßigen Vermehrung auftreten, da eine negative Rückkoppelung zwischen Räuber- und Beutezahlen bzw. Fressfeind und Nahrungspflanze das Gesamtsystem stabilisiert. Allerdings ist auch unter natürlichen Bedingungen ein Massenauftreten von Arten bekannt (siehe Heuschreckenplage und Lemminge). Eine Forderung der biologischen Schädlingskontrolle ist daher die Aufrechterhaltung einer Mindest-Artenvielfalt.
 Die Ansiedelung von Nützlingen wird unterstützt, und/oder diese werden gezüchtet und im betroffenen Bereich ausgesetzt.

## Beispiele
Seit etwa 10.000 Jahren werden Katzen gezüchtet, um durch Mäusejagd Vorratsräume weitgehend von Kleinsäugetieren frei zu halten.
Klassische Beispiele für die biologische Schädlingsbekämpfung sind die Anbringung von Nistkästen zur Ansiedlung insektenfressender Vögel oder von Sitzstangen für Greifvögel zur Dezimierung von Nagetieren (Ackerbau) oder Singvögeln (Obstanbau). Durch Fledermauskästen kann ein Bestand der dämmerungs- und nachtaktiven Flugsäuger zur Dezimierung von Stechmücken beitragen, aber auch einem Maikäferbefall entgegenwirken und Nachtschmetterlinge dezimieren, deren Raupenstadien Fraßschäden an Bäumen hinterlassen.
Ein moderneres Beispiel ist die Bekämpfung von im Boden lebenden Insektenlarven, wie die des Gefurchten Dickmaulrüsslers (Otiorhynchus sulcatus) oder des Gartenlaubkäfers (Phyllopertha horticola), mit insektenpathogenen Nematoden der Gattung Heterorhabditis bacteriophora. Die ausgebrachten Nematoden befallen die Schädlingslarven, wonach ein mitgebrachtes Bakterium (Xenorhabdus) diese tötet bzw. für die Nematoden als Nahrung aufbereitet. Nematoden gelten als ungefährlich für Pflanzen und zeigen keine Auswirkungen auf Warmblüter. Ihre Wirkung auf Nicht-Zielorganismen (Non-targets) ist aufgrund zu geringer Untersuchungen aber noch umstritten. Eine weitere wichtige Gattung wäre Steinernema.
Unter anderem zur Bekämpfung von Engerlingen des Mai-, Juni- und Gartenlaubkäfers können z. B. Pilze wie Beauveria und Metarhizium eingesetzt werden. Solche Pilze wirken pathogen auf bestimmte Insekten.
Im Bio-Anbau, speziell im Bio-Weinbau, werden auch Marienkäfer und ihre Larven gegen Blattläuse eingesetzt. Problematisch hieran ist, dass hierzu weltweit der Asiatische Marienkäfer (Harmonia axyridis) verwendet wurde, welcher nun die einheimischen Arten in Europa und Nordamerika zu verdrängen droht.
Auch bestimmte Schlupfwespen (z. B. der Gattung Trichogramma) können gezielt gezüchtet und gegen einige für den Menschen unerwünschte Insekten eingesetzt werden. Ihr Einsatzgebiet liegt in der Vorratswirtschaft sowie in der Landwirtschaft, beispielsweise gegen den Maiszünsler (Ostrinia nubilalis). Die Schlupfwespen können aber auch eingesetzt werden, um eine von Nagekäfern befallene Kirchenausstattung zu behandeln. Einen solchen Einsatz führte die Kirchengemeinde der Dorfkirche Melzow in der brandenburgischen Gemeinde Oberuckersee durch.
Zu eingesetzten Biologischen Schädlingsbekämpfern gehören auch Ohrwürmer zur Blattlausbekämpfung, besonders der Gemeine Ohrwurm (Forficula auricularia), der mittlerweile als ein Komplex nahe verwandter Arten angesehen wird.
Ein weiteres Beispiel für biologische Schädlingsbekämpfung, in diesem Fall durch Pflanzeninhaltsstoffe, ist die Biofumigation, die sich in einigen Pflanzen enthaltenes Isothiocyanat (Senföl) zunutze macht, um bodengebundene Krankheitserreger zu reduzieren.
Auf den Wiesen im Bereich von Flugplätzen werden zur Vermeidung von Vogelschwärmen oft Strategien der biologischen Schädlingsbekämpfung angewendet.

## Leistung von Nützlingen
| Nützlinge                                               | Nützlingsleistung pro Tag | Nützlingsleistung bis zur Verpuppung |
| ------------------------------------------------------- | ------------------------- | ------------------------------------ |
| Raubmilben                                              | 5 Spinnmilben             | 30–50 Spinnmilben                    |
| Raubwanzen (Orius)                                      | 30 Spinnmilben            | 200 Spinnmilben                      |
| Kugelkäfer                                              | 30 Spinnmilben            | 250 Spinnmilben                      |
| Marienkäfer                                             | 10–50 Blattläuse          | 400 Blattläuse                       |
| Florfliege                                              | 30–50 Blattläuse          | 200–500 Blattläuse                   |
| Schwebfliege                                            | 10–40 Blattläuse          | 150–600 Blattläuse                   |
| Blutlauszehrwespe (Aphelinus mali)                      |                           | bis 90 % Parasitierung im Herbst     |
| San-José-Schildlaus-Zehrwespe (Prospaltella perniciosi) |                           | 70–90 % Parasitierung im Herbst      |
| Blattlauszehrwespe                                      |                           | 200–1000 Blattläuse                  |

## Gefahren
Biologische Schädlingsbekämpfung mit Unwissen kann immense ökologische und wirtschaftliche Schäden anrichten. Die Besiedelung des australischen Kontinents, aber auch vieler anderer Regionen, kann Zeugnis davon ablegen (z. B. Kaninchen- und Fuchsplage in Australien). Ein bekanntes Beispiel ist die Einführung der Aga-Kröte in Australien, die sich, ursprünglich zur Bekämpfung eines Zuckerrohrschädlings vorgesehen, selbst zu einer Plage entwickelte.
Ökologisch bedenklich ist die biologische Schädlingsbekämpfung immer, wenn nicht für das Biotop und die Region typische und dort fremde Organismen vom Menschen (massenhaft) eingebracht werden.

## Dokumentarfilm
- Arte: Insekten – Die besseren Schädlingsbekämpfer? Regie: Claude-Julie Parisot, Frankreich 2016, 53 Min; (YouTube)